# Grus
Genre
Le genre Grus regroupe plusieurs espèces d'oiseaux de la famille des  Gruidae (grues).

## Liste des espèces
D'après la classification de référence (version 2.6, 2010) du Congrès ornithologique international (ordre phylogénique) :
- Grus leucogeranus – Grue de Sibérie
- Grus canadensis – Grue du Canada
- Grus vipio – Grue à cou blanc
- Grus antigone – Grue antigone
- Grus rubicunda – Grue brolga
- Grus virgo – Grue demoiselle
- Grus paradisea – Grue de paradis
- Grus carunculata – Grue caronculée
- Grus japonensis – Grue du Japon
- Grus americana – Grue blanche
- Grus grus – Grue cendrée
- Grus monacha – Grue moine
- Grus nigricollis – Grue à cou noir

espèce éteinte

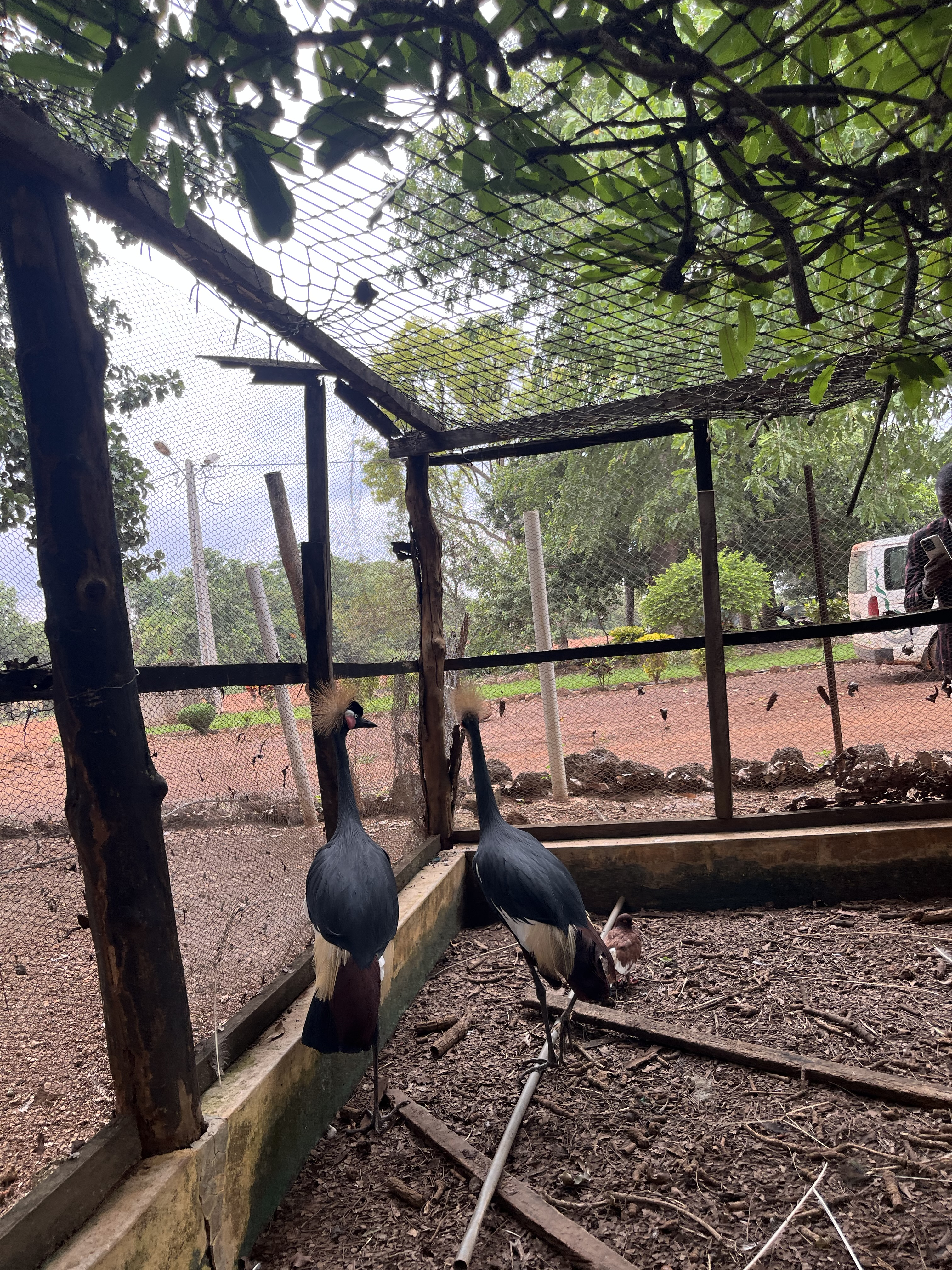
Espèce de grus capturée à Sinématiali au nord de la Côte d'Ivoire

- Grus primigenia † (Milne-Edwards, 1869) - Grande grue des cavernes